# Moÿ-de-l'Aisne

Moÿ-de-l'Aisne este o comună în departamentul Aisne din nordul Franței. În 1 ianuarie 2022 avea o populație de 986 de locuitori.